# ميليسا هيومانا باريديس
ميليسا هيومانا باريديس (مواليد 10 أكتوبر 1992) هي لاعبة كرة طائرة شاطئية كندية.